# Jechidat Duvdevan

Abzeichen der Jechidat Duvdevan

Die Einheit 217, inoffiziell auch bekannt als Jechidat Duvdevan (hebräisch יְחִידַת דּוּבְדְּבָן Jəchīdat Dūvdəvan, deutsch ‚Einheit Kirsche‘), ist eine militärische Spezialeinheit des Heeres der israelischen Streitkräfte mit dem Einsatzschwerpunkt der Terrorismusbekämpfung und der operativen wie auch verdeckten (nachrichtendienstlichen) Aufklärung in feindlicher Umgebung („Mistaʿaravim“, deutsch etwa: „Arabisierende“, „Arabisten“). Sie ist Teil der Commando Brigade des Zentralkommandos.
Wie andere Mitglieder von Spezialeinheiten auch, sind einige Soldaten der Duvdevan nach dem Einsatz psychisch traumatisiert und kämpfen mit Drogenproblemen oder sind suizidal.

## Geschichte
Die Einheit wurde im Juni 1986 aufgestellt, um eine schlagkräftige militärische Antiterrorkomponente des Heeres zur Verfügung zu haben welche in der Lage sein sollte, militärische Undercover- und Kommandoeinsätze gegen Terroristen in urbanem, feindlichem Gebiet auszuführen und Zielpersonen zu töten oder zu entführen.

## Auftrag

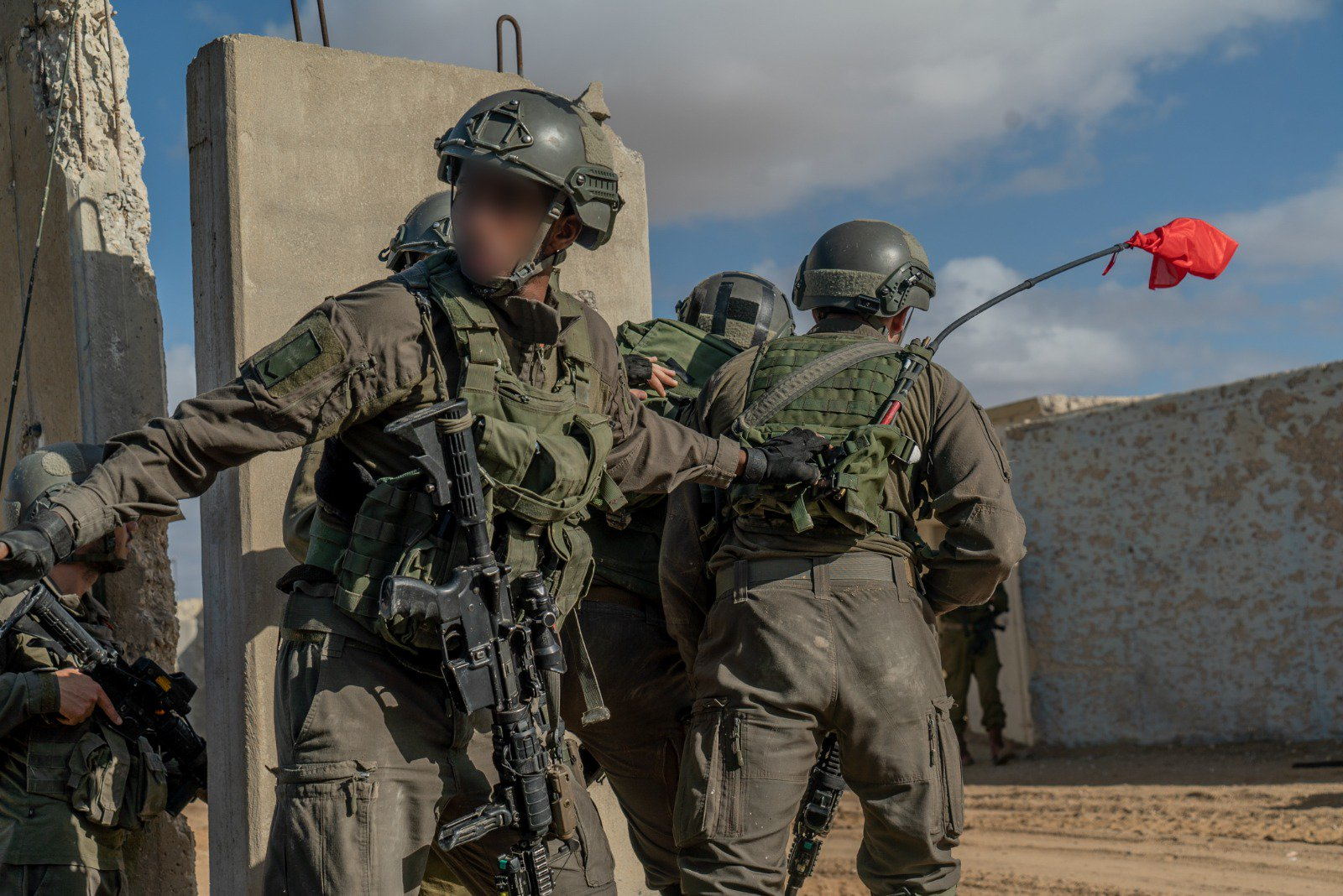
Die Jechidat Duvdevan im März 2022

Die Jechidat Duvdevan ist eine Kommandoeinheit für verdeckte Operationen in urbaner Umgebung (spezialisiert auf Häuserkampf). Ihre Einsätze sind schnelle überraschende Operationen, keine längerfristigen Undercover-Einsätze unter falscher Identität; denn für Nicht-Muttersprachler wäre die Gefahr für sie sonst auf Dauer zu groß, enttarnt zu werden.
Da die Jechidat Duvdevan meist nur in kleinen Teams verdeckt in arabischer Kleidung und mit modifizierten Zivilfahrzeugen operiert, haben sie eine geringe Feuerkraft und können, wenn sie von größeren Einheiten entdeckt werden, leicht aufgerieben werden.
Laut der Dokumentation Who Killed Shireen? vom Mai 2025 wurde der israelische Soldat, der im Mai 2022 die palästinensisch-amerikanische Journalistin Shireen Abu Akleh erschoss, als Alon Scagio identifiziert, ein Mitglied der Duvdevan. Es wurden Beweise dafür vorgelegt, dass Scagio den Schuss abfeuerte, der Abu Akleh tötete, während sie aus Dschenin im Westjordanland berichtete, obwohl sie durch sichtbare Schutzkleidung eindeutig als Pressevertreterin gekennzeichnet war. Die Dokumentation legte dar, dass Scagio nach der Tötung der Journalistin zum Hauptmann befördert wurde und später bei einem israelischen Militärangriff auf Dschenin im Juni 2024 im Kampf getötet wurde. Interviews mit Soldaten deuten darauf hin, dass er keine Reue für die Erschießung zeigte.